# Hydractinia proboscidea
Hydractinia proboscidea is een hydroïdpoliep uit de familie Hydractiniidae. De poliep komt uit het geslacht Hydractinia. Hydractinia proboscidea werd in 1868 voor het eerst wetenschappelijk beschreven door Hincks. 